# Reidar Jönsson
Reidar Håkan Vallis Jönsson, född 14 juni 1944 i Malmö, är en svensk författare, regissör och dramatiker.

## Biografi
Efter folkskola och en period till sjöss debuterade han 1969 med romanen Endast för vita. Efter ytterligare två romaner, som fick bra recensioner, kom så Emilia, Emilia! som även blev en stor kommersiell framgång och etablerade Reidar Jönsson som författare och dramatiker i Sverige. Han har bland annat varit fast anställd som dramatiker under två år på Svenska Riksteatern, varit ordförande i Dramatikerförbundet, styrelseledamot i Författarförbundet och suttit i Kulturrådets TDM-nämnd.
Sitt internationella genombrott fick Reidar Jönsson 1983 med romanen Mitt liv som hund som filmatiserades 1985. Filmen vann två Guldbaggar och en Golden Globe samt fick två Oscarsnomineringar, för bästa regi och bästa manus efter förlaga 1987. Mitt liv som hund följdes 1988 upp av En hund begraven även den en internationell bestseller. Den tredje avslutande delen i Hundtrilogin fick namnet Hundens Paradis.
Efter succén med Mitt liv som hund valde Reidar Jönsson att stanna i Hollywood och arbetade fram till mitten av 1990-talet som manusförfattare åt de stora filmbolagen. Han återvände sedan till Sverige för en tjänst som filmkonsulent på Svenska Filminstitutet. Reidar Jönsson ingick i Författargruppen Fyrskift och har även skrivit dramatik för scenen, som I harens år 1979 och för radio och TV, till exempel Arvet 1981.
Reidar Jönsson har under tjugohundratalet skrivit en rad romaner och medverkat i antologier, utgivna av Bokanjärerna, en förening för skrivande sjöfolk.

## Filmografi

### TV-dramatik
Regi och manus:
- 1976 – Till Alfild
- 1979 – Arvet
- 1982 – Resenärerna (6 novellfilmer, regi av en av novellerna)
- 1984 – Söndag, fruktansvärda söndag

### Regi
- 1981 – Arvet
- 1985 – Till minnet av Mari
- 1988 – Jungfruresan

### Filmmanus
- 1985 – Mitt liv som hund
- 1988 – Jungfruresan
- 1997 – Svenska hjältar
- 2001 – Dream (även producent i England)

## Teater

### Dramatik
- 1971 – Välkommen hem
- 1971 – AB Guld & Gröna Skogar
- 1973 – Liten Karin
- 1973 – Upptäckarna
- 1974 – Sjöfolk
- 1974 – Den 24 december
- 1974 – Familjen Larsson
- 1974 – Reservatet
- 1975 – Klimpen
- 1976 – Sektionen
- 1976 – Emilia Emilia!
- 1979 – I harens år

### Regi
| År   | Produktion  | Upphovsmän                                       | Teater                           |
| ---- | ----------- | ------------------------------------------------ | -------------------------------- |
| 1974 | Liten Karin | Reidar Jönsson, Birgit Hageby och Hawkey Franzén | Norrköping-Linköping stadsteater |

## Priser och utmärkelser
- 1974 - ABF:s litteratur- & konststipendium[14]
- 1988 - Frank Heller-priset[15][16]
- 1990 – Ivar Lo-priset (Tillsammans med Författargruppen Fyrskift)[10]